# Leia varia
Leia varia är en tvåvingeart som beskrevs av Walker 1848. Leia varia ingår i släktet Leia och familjen svampmyggor. Inga underarter finns listade i Catalogue of Life.